# Richard Adjei
Richard Adjei (Düsseldorf, 1983. január 30. – 2020. október 26.) olimpiai ezüstérmes német bobversenyző, amerikaifutball-játékos.

## Pályafutása
A 2010-es vancouveri téli olimpián férfi kettes bobban Thomas Florschütz-cel ezüstérmet szerzett. A következő évi világbajnokságon Königssee-ben a férfi négyes versenyszámban aranyérmes lett társaival.
Amerikaifutball-játékosként a Rhein Fire, a Berlin Thunder csapatában szerepelt az európai NFL-ben. A Düsseldorf Panther tagjaként a német ligában játszott.

## Sikerei, díjai
- Olimpiai játékok – férfi kettes
  - ezüstérmes: 2010, Vancouver
- Világbajnokság – férfi négyes
  - aranyérmes: 2011